# Semiothisa trilinearia
Semiothisa trilinearia är en fjärilsart som beskrevs av Moore 1888. Semiothisa trilinearia ingår i släktet Semiothisa och familjen mätare. Inga underarter finns listade i Catalogue of Life.